# Contea di Daishan
La contea di Daishan (岱山县S, DàishānP) è una contea della Cina, situata nella provincia dello Zhejiang.